# François De Brabandere
François-Emile De Brabandere (Izegem, 3 april 1840 - Torhout, 6 oktober 1915) was een Belgisch volksvertegenwoordiger.

## Levensloop
François De Brabandere werd in 1860 leraar aan de jongenskostschool van Torhout. Hij bleef dit slechts tot in 1867 en vestigde zich toen als handelaar. 
Hij was getrouwd met Justine Bruneel.

## Politiek
De Brabandere was:
- gemeenteraadslid (1878), schepen (1882) en burgemeester (1891-1912) van Torhout;
- provincieraadslid voor het kanton Torhout (1894-1900);
- katholiek volksvertegenwoordiger voor het arrondissement Brugge (1900-1906). Hij had voornamelijk belangstelling voor onderwijszaken.

## Andere activiteiten
- 1880: bestuurslid van de Stedelijke academie in Torhout
- 1886: bestuurslid van het Leerwerkhuis
- 1887: plaatsvervangend vrederechter
- 1893-1905: voorzitter van de Provinciale Landbouwcommissie